# Barna csengettyűgomba
A barna csengettyűgomba (Pluteus cervinus) a kalaposgombák rendjébe és a  csengettyűgombafélék családjába tartozó Magyarországon is fellelhető gombafaj.

## Megjelenése
Ismertetőjele a kalapból csuklósan kifordítható tönk. Kalapjának színe változatos, de többnyire barna, ezenkívül szürkés, feketés és fehéres is lehet. Kalapja félgömb alakúból kiterülő, 5-15 cm széles, vékony húsú. Színezete gyakran foltos, tarka, sugarasan rajzolt, esetleg pikkelyes.
Sűrűn, szabadon álló lemezei a tönköt nem érintik. Színük eleinte fehér, később piszkosvöröses lesz. Spórapora rózsaszínű. Spórái rózsaszínűek, elliptikusak, 6-8 x 4-6 µm méretűek, sima felületűek. Termőrétegében jellegzetes cisztidák találhatók.
Tönkje megnyúlt, hengeres, nagyjából egyformán vastag mindenütt, esetleg felfelé vékonyodó, merev. 5–12 cm hosszú, 0,5-1,5 cm vastag. Fehér, szürkés-barnásan vagy feketésen felhős, és rajta hosszanti, finom, rásimuló feketés szálak húzódnak.

## Élőhelye
Majdnem egész évben, termő, gyakori gomba. Korhadó fán, fatönkön, tuskókon, gyökereken, elkorhadt faanyagon, mindenféle erdőben és erdőirtás helyén többnyire magányosan vagy kettesével-hármasával terem. Aránylag száraz időben is előjön, és eső után az első gombák között jelenik meg.

## Felhasználása
A fiatal gomba jó ízű, ehető, az idősebbtől az étel kissé nyálkás lesz. Húsa törékeny, vizenyős, nem állóképes így árusításra alkalmatlan. A tönk alsó része szálkásan rostos, ezért azt nem alkalmas elkészítésre.
Metanolos kivonatának antioxidáns és diabétesz ellenes tulajdonságai ismertek.